# Gayita
La gayita és un mineral de la classe dels fosfats que pertany al grup de la dufrenita. Rep el nom en honor de Hebe Dina Gay (26 de gener de 1927, Río Cuarto, Córdoba, Argentina - 25 de juny de 2018, Córdoba, Argentina), catedràtica de mineralogia de la Universitat Nacional de Còrdova. Va curar al Museu de Mineralogia i Geologia Alfredo Stelzner de la Universitat durant molts anys, convertint-lo en una important col·lecció. Va estudiar les pegmatites del departament de Punilla i els seus minerals fosfats. També va ser coautora de la descripció de la benyacarita.

## Característiques
La gayita és un fosfat de fórmula química NaMn2+Fe3+₅(PO₄)₄(OH)₆·2H₂O. Va ser aprovada com a espècie vàlida per l'Associació Mineralògica Internacional l'any 2009, sent publicada per primera vegada el 2010. Cristal·litza en el sistema monoclínic. La seva duresa a l'escala de Mohs es troba entre 4 i 5. Visualment és molt similar a la dufrenita i només es pot distingir amb certesa mitjançant anàlisis químiques o difracció de raigs X.
Segons la classificació de Nickel-Strunz, la gayita pertany a «08.DK - Fosfats, etc, amb cations de mida mitjana i gran, (OH, etc.):RO₄ > 1:1 i < 2:1» juntament amb els següents minerals: richelsdorfita, bariofarmacosiderita, farmacosiderita, natrofarmacosiderita, hidroniofarmacosiderita, farmacoalumita, natrofarmacoalumita, bariofarmacoalumita, burangaïta, dufrenita, natrodufrenita, matioliïta, kidwel·lita, bleasdaleïta, matulaïta i krasnovita.

## Formació i jaciments
Va ser descoberta a l'Argentina, concretament a la pegmatita Gigante, que es troba al districte de Candelaria, dins el departament de Cruz del Eje (província de Córdoba). També ha estat descrita al Brasil, a Portugal i a la República Txeca.